# 比基尼亚斯
比基尼亚斯是巴西米纳斯吉拉斯州的一个市镇。总面积457.226平方公里，总人口2592人，人口密度5.7人/平方公里。